# 小行星9591
小行星9591是一颗围绕太阳公转的小行星。1991年3月20日，天文学家亨利·德波鸿诺在拉西拉天文台发现了此天体。
这颗小行星的绝对星等为246.0554941033786等。